# Skiftestjärnen (Sundsjö socken, Jämtland, 699315-146006)
Skiftestjärnen är en sjö i Bräcke kommun i Jämtland och ingår i Ljungans huvudavrinningsområde.